# جبل الشرف (جبلة)

تعديل مصدري - تعديل

جبل الشرف محلة تابعة لقرية تؤاد، التابعة لعزلة وراف بمديرية جبلة إحدى مديريات محافظة إب في الجمهورية اليمنية، بلغ تعداد سكانها 76 حسب تعداد اليمن لعام 2004.